# Promozione Lombardia 1976-1977
Nella stagione 1976-1977 la Promozione era il quinto livello del calcio italiano (il massimo livello regionale). Qui vi sono le statistiche relative al campionato in Lombardia.
Il campionato è strutturato in vari gironi all'italiana su base regionale, gestiti dai Comitati Regionali di competenza. Promozioni alla categoria superiore e retrocessioni in quella inferiore non erano sempre omogenee; erano quantificate all'inizio del campionato dal Comitato Regionale secondo le direttive stabilite dalla Lega Nazionale Dilettanti, ma flessibili, in relazione al numero delle società retrocesse dalla Serie D e perciò, a seconda delle varie situazioni regionali, la fine del campionato poteva avere degli spareggi sia di promozione che di retrocessione.
Il campionato italiano di calcio di Promozione Lombarda 1976-1977 è stato il 22º campionato di Promozione organizzato in Italia dal Comitato Regionale Lombardo F.I.G.C. L.N.D. (C.R.L.).

## Girone A

### Squadre partecipanti
| Club                 | Città                   |
| -------------------- | ----------------------- |
| A.C. Angera Calcio   | Angera (VA)             |
| A.C. Besnatese       | Besnate (VA)            |
| U.S. Besozzo         | Besozzo (VA)            |
| A.C. Biassono        | Biassono (MI)           |
| C.G. Cabiate         | Cabiate (CO)            |
| U.S. Caronnese       | Caronno Pertusella (VA) |
| U.S. Casatese        | Casatenovo (CO)         |
| A.C. Cesano Maderno  | Cesano Maderno (MI)     |
| A.C. Meda 1913       | Meda (MI)               |
| G.S. Mobilgirgi      | Cantù (CO)              |
| A.C. Muggiò          | Muggiò (MI)             |
| S.S. Pro Lissone     | Lissone (MI)            |
| S.C. Rovellasca 1910 | Rovellasca (CO)         |
| F.C. Saronno         | Saronno (VA)            |
| A.S. Viggiù          | Viggiù (VA)             |
| C.S. Vittuone        | Vittuone (MI)           |

### Classifica finale
|  | Pos. | Squadra        | Pt | G  | V  | N  | P  | GF | GS | DR  |
|  | ---- | -------------- | -- | -- | -- | -- | -- | -- | -- | --- |
|  | 1.   | Besozzo        | 46 | 30 | 20 | 6  | 4  | 38 | 15 | +23 |
|  | 2.   | Besnatese      | 39 | 30 | 15 | 9  | 6  | 42 | 25 | +17 |
|  | 3.   | Vittuone       | 36 | 30 | 13 | 10 | 7  | 30 | 24 | +6  |
|  | 4.   | Casatese       | 35 | 30 | 14 | 7  | 9  | 46 | 35 | +11 |
|  | 5.   | Rovellasca     | 34 | 30 | 15 | 4  | 11 | 40 | 39 | +1  |
|  | 6.   | Caronnese      | 33 | 30 | 13 | 7  | 10 | 29 | 25 | +4  |
|  | 6.   | Muggiò         | 33 | 30 | 14 | 5  | 11 | 37 | 34 | +3  |
|  | 8.   | Meda 1913      | 31 | 30 | 11 | 10 | 9  | 29 | 32 | -3  |
|  | 9.   | Mobilgirgi     | 29 | 30 | 9  | 11 | 10 | 29 | 33 | -4  |
|  | 10.  | Cesano Maderno | 27 | 30 | 9  | 9  | 12 | 39 | 32 | +7  |
|  | 11.  | Biassono       | 26 | 30 | 11 | 4  | 15 | 26 | 29 | -3  |
|  | 11.  | Pro Lissone    | 26 | 30 | 9  | 8  | 13 | 33 | 47 | -14 |
|  | 13.  | Saronno        | 24 | 30 | 8  | 8  | 14 | 28 | 33 | -5  |
|  | 13.  | Angera Calcio  | 24 | 30 | 7  | 10 | 13 | 26 | 33 | -7  |
|  | 15.  | Viggiù         | 22 | 30 | 7  | 8  | 15 | 33 | 46 | -13 |
|  | 16.  | Cabiate        | 15 | 30 | 5  | 5  | 20 | 30 | 53 | -23 |

Legenda:
      Ammesso agli spareggi per la promozione in Serie D.
      Retrocesso in Prima Categoria 1977-1978.
Regolamento:
Due punti a vittoria, uno a pareggio, zero a sconfitta.

## Girone B

### Squadre partecipanti
| Club                  | Città                           |
| --------------------- | ------------------------------- |
| Pol. Albinese         | Albino (BG)                     |
| Pol. Almè             | Almè (BG)                       |
| A.C. Carpenedolo      | Carpenedolo (BS)                |
| A.C. Castiglione      | Castiglione delle Stiviere (MN) |
| A.S. Cologno Monzese  | Cologno Monzese (MI)            |
| G.S. Concorezzese     | Concorezzo (MI)                 |
| U.S. Darfo Boario     | Darfo Boario Terme (BS)         |
| G.S. Falck Vobarno    | Vobarno (BS)                    |
| S.S. Fulgor Canonica  | Canonica d'Adda (BG)            |
| A.S. Erminio Giana    | Gorgonzola (MI)                 |
| A.C. Lumezzane        | Lumezzane (BS)                  |
| A.S. Ospitaletto      | Ospitaletto (BS)                |
| U.S. Ponte San Pietro | Ponte San Pietro (BG)           |
| A.C. Pro Palazzolo    | Palazzolo sull'Oglio (BS)       |
| U.S. Stezzanese       | Stezzano (BG)                   |
| A.C. Verdello         | Verdello (BG)                   |

### Classifica finale
|  | Pos. | Squadra          | Pt | G  | V  | N  | P  | GF | GS | DR  |
|  | ---- | ---------------- | -- | -- | -- | -- | -- | -- | -- | --- |
|  | 1.   | Falck Vobarno    | 39 | 30 | 14 | 11 | 5  | 36 | 23 | +13 |
|  | 2.   | Castiglione      | 38 | 30 | 11 | 16 | 3  | 40 | 25 | +15 |
|  | 3.   | Carpenedolo      | 35 | 30 | 12 | 11 | 7  | 36 | 29 | +7  |
|  | 4.   | Darfo Boario     | 33 | 30 | 12 | 9  | 9  | 34 | 33 | +1  |
|  | 5.   | Lumezzane        | 32 | 30 | 13 | 6  | 11 | 46 | 36 | +10 |
|  | 6.   | Ponte San Pietro | 30 | 30 | 9  | 12 | 9  | 40 | 31 | +9  |
|  | 7.   | Verdello         | 30 | 30 | 8  | 14 | 8  | 31 | 31 | 0   |
|  | 7.   | Stezzanese       | 30 | 30 | 8  | 14 | 8  | 23 | 24 | -1  |
|  | 7.   | Pro Palazzolo    | 30 | 30 | 10 | 10 | 10 | 21 | 25 | -4  |
|  | 10.  | Erminio Giana    | 29 | 30 | 9  | 11 | 10 | 34 | 34 | 0   |
|  | 11.  | Ospitaletto      | 28 | 30 | 12 | 4  | 14 | 35 | 30 | +5  |
|  | 11.  | Almè             | 28 | 30 | 8  | 12 | 10 | 28 | 31 | -3  |
|  | 11.  | Concorezzese     | 28 | 30 | 10 | 8  | 12 | 30 | 35 | -5  |
|  | 11.  | Albinese         | 28 | 30 | 7  | 14 | 9  | 29 | 35 | -6  |
|  | 15.  | Cologno Monzese  | 27 | 30 | 9  | 9  | 12 | 30 | 42 | -12 |
|  | 16.  | Fulgor Canonica  | 15 | 30 | 3  | 9  | 18 | 25 | 54 | -29 |

Legenda:
      Ammesso agli spareggi per la promozione in Serie D.
      Retrocesso in Prima Categoria 1977-1978.
Regolamento:
Due punti a vittoria, uno a pareggio, zero a sconfitta.

## Girone C

### Squadre partecipanti
| Club                  | Città                    |
| --------------------- | ------------------------ |
| F.C. Casteggio 1898   | Casteggio (PV)           |
| A.C. Castellana       | Castel San Giovanni (PC) |
| A.C. Castelleonese    | Castelleone (CR)         |
| A.C. Codogno          | Codogno (MI)             |
| A.C. Crema            | Crema (CR)               |
| U.S. Fiorenzuola      | Fiorenzuola d'Arda (PC)  |
| S.S. Leoncelli        | Vescovato (Italia) (CR)  |
| U.S. Melegnanese      | Melegnano (MI)           |
| U.S. Mortara          | Mortara (PV)             |
| A.C. Pavia            | Pavia (PV)               |
| U.S. Pontolliese      | Ponte dell'Olio (PC)     |
| U.S. Portalberese     | Portalbera (PV)          |
| A.S. Rivoltana Calcio | Rivolta d'Adda (CR)      |
| A.S. Robbio           | Robbio (PV)              |
| U.S. Soresinese S.p.a | Soresina (CR)            |
| A.C. Vogherese        | Voghera (PV)             |

### Classifica finale
|  | Pos. | Squadra        | Pt | G  | V  | N  | P  | GF | GS | DR  |
|  | ---- | -------------- | -- | -- | -- | -- | -- | -- | -- | --- |
|  | 1.   | Pavia          | 43 | 30 | 17 | 9  | 4  | 40 | 19 | +21 |
|  | 2.   | Soresinese     | 42 | 30 | 15 | 12 | 3  | 33 | 12 | +21 |
|  | 3.   | Casteggio 1898 | 40 | 30 | 16 | 8  | 6  | 41 | 21 | +20 |
|  | 4.   | Vogherese      | 34 | 30 | 10 | 14 | 6  | 36 | 21 | +15 |
|  | 5.   | Pontolliese    | 33 | 30 | 12 | 9  | 9  | 33 | 30 | +3  |
|  | 5.   | Robbio         | 33 | 30 | 11 | 11 | 8  | 37 | 29 | +8  |
|  | 7.   | Rivoltana      | 31 | 30 | 8  | 15 | 7  | 34 | 40 | -6  |
|  | 8.   | Codogno        | 30 | 30 | 11 | 8  | 11 | 33 | 30 | +3  |
|  | 9.   | Portalberese   | 29 | 30 | 7  | 15 | 8  | 26 | 21 | +5  |
|  | 10.  | Castelleonese  | 28 | 30 | 9  | 10 | 11 | 26 | 31 | -5  |
|  | 10.  | Crema          | 28 | 30 | 10 | 8  | 12 | 31 | 41 | -10 |
|  | 10.  | Mortara        | 28 | 30 | 8  | 12 | 10 | 33 | 43 | -10 |
|  | 13.  | Fiorenzuola    | 25 | 30 | 5  | 15 | 10 | 17 | 24 | -7  |
|  | 14.  | Castellana     | 21 | 30 | 7  | 7  | 16 | 22 | 36 | -14 |
|  | 15.  | Melegnanese    | 20 | 30 | 4  | 12 | 14 | 26 | 45 | -19 |
|  | 16.  | Leoncelli      | 15 | 30 | 3  | 9  | 18 | 24 | 49 | -25 |

Legenda:
      Ammesso agli spareggi per la promozione in Serie D.
      Retrocesso in Prima Categoria 1977-1978.
Regolamento:
Due punti a vittoria, uno a pareggio, zero a sconfitta.

## Spareggi promozione
|               | Risultati |               | Luogo e data                     |  |
| ------------- | --------- | ------------- | -------------------------------- |  |
| Falck Vobarno | 3-1       | Besozzo       | Ponte San Pietro, 5 giugno 1977  |  |
|               |           |               |                                  |  |
| Pavia         | 2-0       | Falck Vobarno | Ponte San Pietro, 12 giugno 1977 |  |
|               |           |               |                                  |  |
| Besozzo       | 2-1       | Pavia         | Ponte San Pietro, 19 giugno 1977 |  |
|               |           |               |                                  |  |

### Classifica finale
|  | Pos. | Squadra       | Pt | G | V | N | P | GF | GS | DR |
|  | ---- | ------------- | -- | - | - | - | - | -- | -- | -- |
|  | 1.   | Pavia         | 2  | 2 | 1 | 0 | 1 | 3  | 2  | +1 |
|  | 2.   | Falck Vobarno | 2  | 2 | 1 | 0 | 1 | 3  | 3  | 0  |
|  | 3.   | Besozzo       | 2  | 2 | 1 | 0 | 1 | 3  | 4  | -1 |

Legenda:
      Promosso in Serie D.
Regolamento:
Due punti a vittoria, uno a pareggio, zero a sconfitta.
Note:
Pavia e Falck Vobarno sono promosse in Serie D per sorteggio.